# أساطير جورجيا

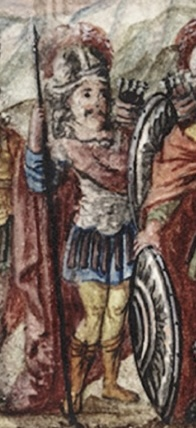
كارتلوس

الأساطير الجورجية ((بالإنجليزية: Georgian mythology)‏، (بالجورجية: ქართული მითოლოგია)) يُشير المُصطلح إلى جميع أساطير الجورجيين قبل المسيحيّة. وككثير من متون الأساطير القديمة، اتّسمت أساطير جورجيا بالأنظمة العقائدية لكثير من الحضارات التي تواصلت معها عبر آلاف السنين. حجر الأساس الذي تقوم عليه هو -بالتعريف- الأساطير المحلّيّة للشعوب الكارتفيلية نفسها، التي خرجت من ظلمة ما قبل التاريخ -كما يعتقد كثير من الباحثين- مع تأسيس ممالك دياويهي وكولكيس وآيبيريا. أجمع الباحثون على الرأي القائل إن الكارتفيليين الأوّلين (الذين قد يُطابقون المُشكي) ترجع أصولهم إلى الأناضول القديم، حيث احتكّت أفكارهم الدينية بأفكار الهاتيين والإمبراطورية الحِثّيّة والحوريين والأوراتو والأرمن. ثمّ تأثّرت أساطيرهم بعد ذلك بأساطير الإغريق، والفيناخ والإيرانيين -تشمل هذه الأخيرة أنظمة الاعتقاد للإيرانيين الشماليين السكوثيين، والسارماتيين (الذين لم يزالوا معتبَرين إلى حد ما في أساطير أحفادهم الأوسيتيين) والدين الزرادشتي للإمبراطورية الفارسية القديمة، الذي لم تزل بقيّة من إرثه في أمم القوقاز.
تعدّ الخرافات والأساطير الجورجيّة حكايات شعبية. أُدمِجت كثير من هذه الأساطير بعد ذلك بالأساطير المسيحية بعد تحوّل جورجيا إلى المسيحيّة قبل سبعة عشر قرنًا.
كان التبشير في جورجيا مع هذا غير متّسق، إذ اعتنقت شعوب المنخفضات المسيحيّة في القرن الخامس، أمّا شعوب قرى الجبال والقوقاز فلم تعتنقها إلا بعد عشرة قرون على نحو ظاهري فقط. لذلك فإن قصص الشعائر قبل المسيحية في المنخفضات محفوظة على نحو متشظٍّ سيئ في مقاطع صغيرة مختصرة في السجلّات الوطنية وكلاسيكيات الأدب. وبالتالي، تأثر بقاء المعتقدات والشعائر الوثنية في السهول الجورجية بالمسيحية، وبعدم وحدة الأساطير، وشعبيّتها.

## على النقيض من ذلك
حفظ جبليّو جورجيا نظامًا دينيًا وثنيًا غنيًا منظمًا حتى مطلع القرن العشرين، بطوائف مختلفة استمرّت في إنتاج الأفكار بفضل وجود طبقة كهنوتية عندها من المعارف المتوارثة شفهيًا.
-جرجس شاراشيدزي

## أسطورة الخلق

### خفزور/ بشاف (أسطورة الخلق في شمالي شرقي جورجيا)
تقول الأسطورة أنه في البدء كان موريج غمرتي وأخته، وحدث أن أغضبته فلعنها، فأصبحت شيطانًا. لكلّ مخلوقٍ خيّر خلقه موريج، خلق الشيطان مخلوقًا شريرًا ليضادّه. كانت المرأة من مخلوقات الشيطان، كذلك كانت من الشياطين الصغار (დევი)، أمّا الرجل والآلهة الصغار فكانوا من خلائق موريج غمرتي. أرهق الآلهة الصغار صراعُهم الذي لا ينتهي مع الشياطين، فهربوا إلى العالم العلويّ، عالم زِسِكْنِلي، تاركين وراءهم الرجال. ولكنّ الرجال لم يكن عندهم القوّة لمقاومة الشياطين، لذا تصيّد الآلهة الصغار (ღვთის შვილნი) الشياطين، وساقوهم إلى العالم السفلي، عالم الموتى، كفِسكنِلي. ترك الشياطين خلفهم النساء اللواتي كُنّ مثلهم من عمَل الشيطان.
فالرجال والنساء ليسوا إلا نتائج أو بدائل للآلهة من فوق والشياطين من أسفل. ينسحب هذا المبدأ على كلّ الخليقة: تنقسم كيانات الكون إلى سلسلتين متضادّتين: الأولى شرسة وشيطانية، والثانية اجتماعية وإلهيّة. أما الكائنات الحقيقية فليست إلا كائنات العالم العلوي زِسكنِلي، والعالم السفلي كفِسكنِلي. وليس العالم الأوسط -عالم البشر- إلا ممرًّا ووساطة والتقاء، والكائنات التي تقطنه لا جوهر لها في نفسها، فما هي إلا نتاج عن العالمين الإلهيّ أو التحتيّ، أو اتحاد لهما.
تذكّر قصة الخلق عند جبليّي جورجيا بقصة الخلق عند الزرادشتيين، إذ تتضمّن إفساد روحٍ شريرةٍ الخلقَ الخيّر للخالق الحميد (قارن مع محاولات أنغرا ماينو لإفساد خليقة أهورا مزدا). ولكنّها تختلف جذريًا من جهة تخصيصها كلّ جنس من الجنسين بمبدأ من مبادئ الخير والشر، ومن حيث نظرتها للتجانس الأصلي الأول بين المبدأيْن الخالقين بوصفهما أخًا وأختًا (إفساد هذه الوحدة الأخويّة هو الذي بدأ الخلق بكلّ ويلاته المنتظرة).

## الكونيّات
في أساطير جورجيا قبل المسيحيّة، كانوا ينظرون إلى الكون على أنّه مُكَوَّر. وأنّه يشمل ثلاثة عوالم أو مستويات، تسمّى سكنِلي (სკნელი):
- زِسكنِلي (ზესკნელი)، العالم الأعلى وبيت الأرباب. لون زسنكلي هو اللون الأبيض.
- الأرض، العالم الأوسط، منزل الفانين. مركز الأرض منقسم إلى منطقتين الأقدم (تسينا سامكارو წინა სამყარო أو تسيناسكنلي წინასკნელი) والأخرى (أوكانا سامكارو უკანა სამყარო أو أوكانا سنكلي უკანასკნელი)، الذي تنقسم خلفه الأراضي بسبعة -أو تسعة- جبال أو بحار، لا يمكن لبطلٍ أن يعبرها إلا بعد التحوّل الروحيّ (المعروف بـغارداتسفاليبا გარდაცვალება وهي الكلمة التي تعني الموت كذلك في لغة القوم) وبطلب مساعدة الحيوانات السحرية، كالباسكُنجي والراشي وغيرهما. الأحمر لون هذا العالم.
- كفسكنِلي (ქვესკნელი) العالم الأسفل أو العالم السفلي، تسكنه الغيلان والثعابين والشياطين. الأسود لون هذا العالم.
- تتصل هذه العوالم الثلاثة بشجرة تنمو على حافة الكون (أو بُرجٍ أو سلسلة أو عَمود)، وهو نمط معتاد في أساطير حضارات أخرى (قارن على سبيل المثال يغدراسيل، وإغغ إرو فا وإيروكو). العالم وراء هذه العوالم الثلاثة اسمه غارسكنلي (გარესკნელი) وتعني «عالم النسيان»، وهو ظلمةٌ لا متناهية خالدةٌ أبدًا.

كذلك فإنّ للماء عُنصُرين وللنار عنصرين (ولكلّ عنصرٍ شكلٌ سماويّ وشكل سفليّ) لهما آثار فريدة على حياة الإنسان. يعبر القمر (وهو أخ) والشمس (وهي أخت) هذين العالمين بانتظام، ولكن باتجاهين متعاكسين.
بعد اعتناق جورجيا للمسيحيّة، ارتبط زسنكلي بالجنّة، وكفسنكلي بالنار، وارتبطت الرحلة الروحية بينهما بالموت وحده، بهدف إقصاء مفاهيم أقدم وأكثر شامانيّة لرحلة العالم الآخر.

## شعائر من النوع الشاماني
الكاداغي هو مكافئ الشامان عند جبليي جورجيا، وهو امرؤٌ (من أي الجنسين) تملّكته إحدى الألوهات (المخصصة أو المحلّيّة) التي تسمّى عادةً هاتئي (وتعني الآية) وأحيانًا تسمى دزوهار (وتعني الصليب) أو ساغمتو (وتعني الألوهة). بلغت هذه الألوهات المئات بحلول القرن التاسع عشر، وكلمة هائتي لا تعني مجرّد ألوهة خاصّة، بل قد تعني أيضا تجلّيها (في صنم حقيقي أو حيوان مُتَخَيَّل) والمعبد الذي تُعبَد فيه. يصل الكاداغي إلى الحضرة (غياب الوعي) في الشعائر الدينية والمناسبات المهمة في الحياة الاجتماعية أو الفردية، فتتكلّم الهاتئي القاطنة فيه أو فيها لتخبر بما يكون في المستقبل بلغة خاصّة سرّيّة مقدّسة هي «لغة الهاتئي».
هناك نوعٌ ثانٍ من ممارسي الشعائر الشامانية هو المِسُلتانة، (ولا تكون إلا امرأة)، والاسم مشتقّ من الأصل «سولي» ويعني في الجورجية الروح. المسلتانة -وهي عادة امرأة، على أنها قد تكون أحيانًا فتاة ابنة تسع سنوات- هي امرأة تملّكتها «مَلَكة زيارة غَيْبِ الروح». تنزل على هذه الإناث في أوقات محددة حالة من «النعاس الذي تقطعه التمتمات»، ثمّ يُفِقنَ فيتلونَ «رحلتهنّ»، ويعبّرن عن طلبات الموتى لأفراد مخصوصين أو للمجتمع كلّه. ولقدرتهنّ هذه على بلوغ هذه الحضرة (النشوة الروحية) يُكْرَمن وترفع منزلتهنّ في المجتمع.